# Bom Jesus do Araguaia
Bom Jesus do Araguaia är en kommun i Brasilien.   Den ligger i delstaten Mato Grosso, i den centrala delen av landet, 600 km nordväst om huvudstaden Brasília. Antalet invånare är 5 231.
Omgivningarna runt Bom Jesus do Araguaia är huvudsakligen savann. Trakten runt Bom Jesus do Araguaia är nära nog obefolkad, med mindre än två invånare per kvadratkilometer.